# Charles A. Robins
Charles Armington Robins (* 8. Dezember 1884 in Defiance, Shelby County, Iowa; † 20. September 1970 in Lewiston, Idaho) war ein US-amerikanischer Politiker und von 1947 bis 1951 Gouverneur des Bundesstaates Idaho.

## Frühe Jahre
Im Alter von vier Jahren zog seine Familie nach La Junta in Colorado. Charles Robins studierte bis 1907 am Jewell College in Missouri. Anschließend verdiente er sich seinen Unterhalt als Lehrer, ehe er ein Medizinstudium an der medizinischen Fakultät der University of Chicago begann, das er 1917 erfolgreich abschloss. Nach einem Praktikum im Cincinnati General Hospital war er 1918 zur Zeit des Ersten Weltkriegs in einer medizinischen Einheit der US-Armee.

## Politischer Aufstieg und Gouverneur von Idaho
Robins wurde Mitglied der Republikanischen Partei. Zwischen 1938 und 1946 gehörte er dem Senat von Idaho an. Im Jahr 1943 war er Präsident des Hauses und 1946 wurde er zum ersten Gouverneur Idahos mit einer vierjährigen Amtszeit gewählt. Damit trat eine Änderung der Staatsverfassung in Kraft, die die Amtszeiten der Gouverneure von zwei auf vier Jahre verlängerte. Somit konnte Robins sein Amt zwischen dem 6. Januar 1947 und dem 1. Januar 1951 ausüben. In seiner Amtszeit wurde der Begnadigungsausschuss abgeschafft und durch eine neue Institution, das sogenannte „Board of Corrections“, ersetzt. Der Umgang mit alkoholischen Getränken wurde gesetzlich neu geregelt. Auch das Bildungswesen wurde reformiert. So wurden beispielsweise Schulbezirke zusammengelegt. Im Jahr 1948 war Gouverneur Robins Delegierter auf der Republican National Convention.

## Weiterer Lebenslauf
Nach dem Ende seiner Gouverneurszeit bewarb sich Robins erfolglos um einen Sitz im US-Senat. Danach war er Mitglied einiger medizinischer Vereinigungen und leitete sieben Jahre lang das North Idaho District Medical Service Bureau in Lewiston. Der mit Marguerite Cranberry verheiratete Ex-Gouverneur starb im September 1970 und wurde in Lewiston beigesetzt.